# 盧薩蒂亞山脈

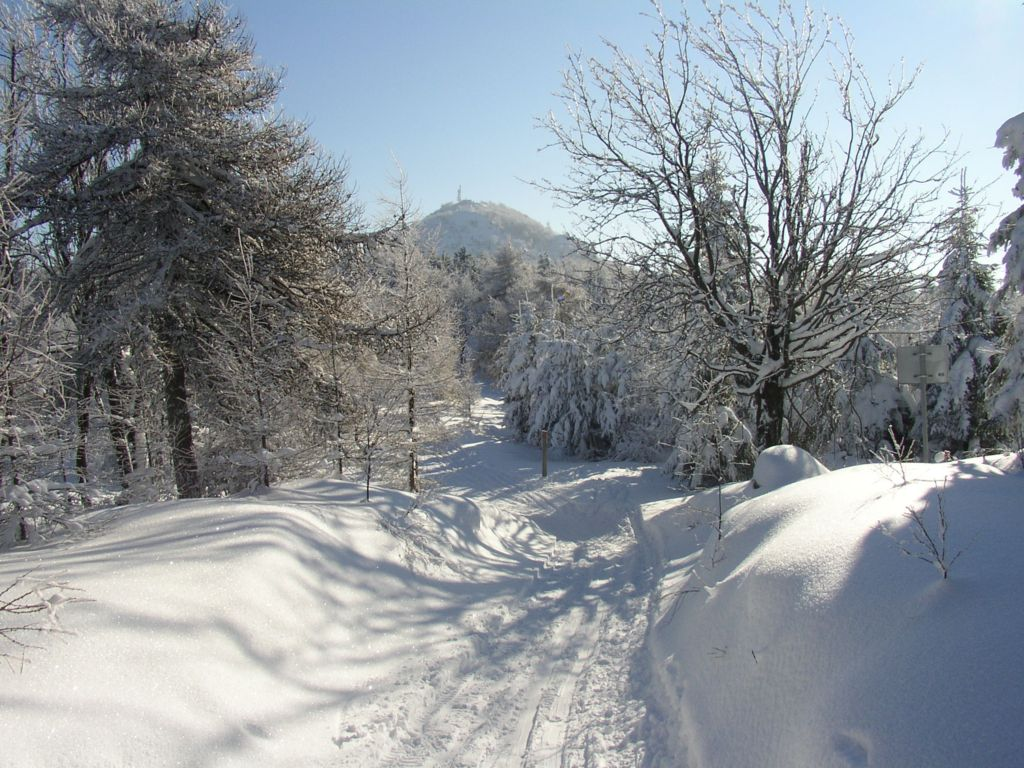

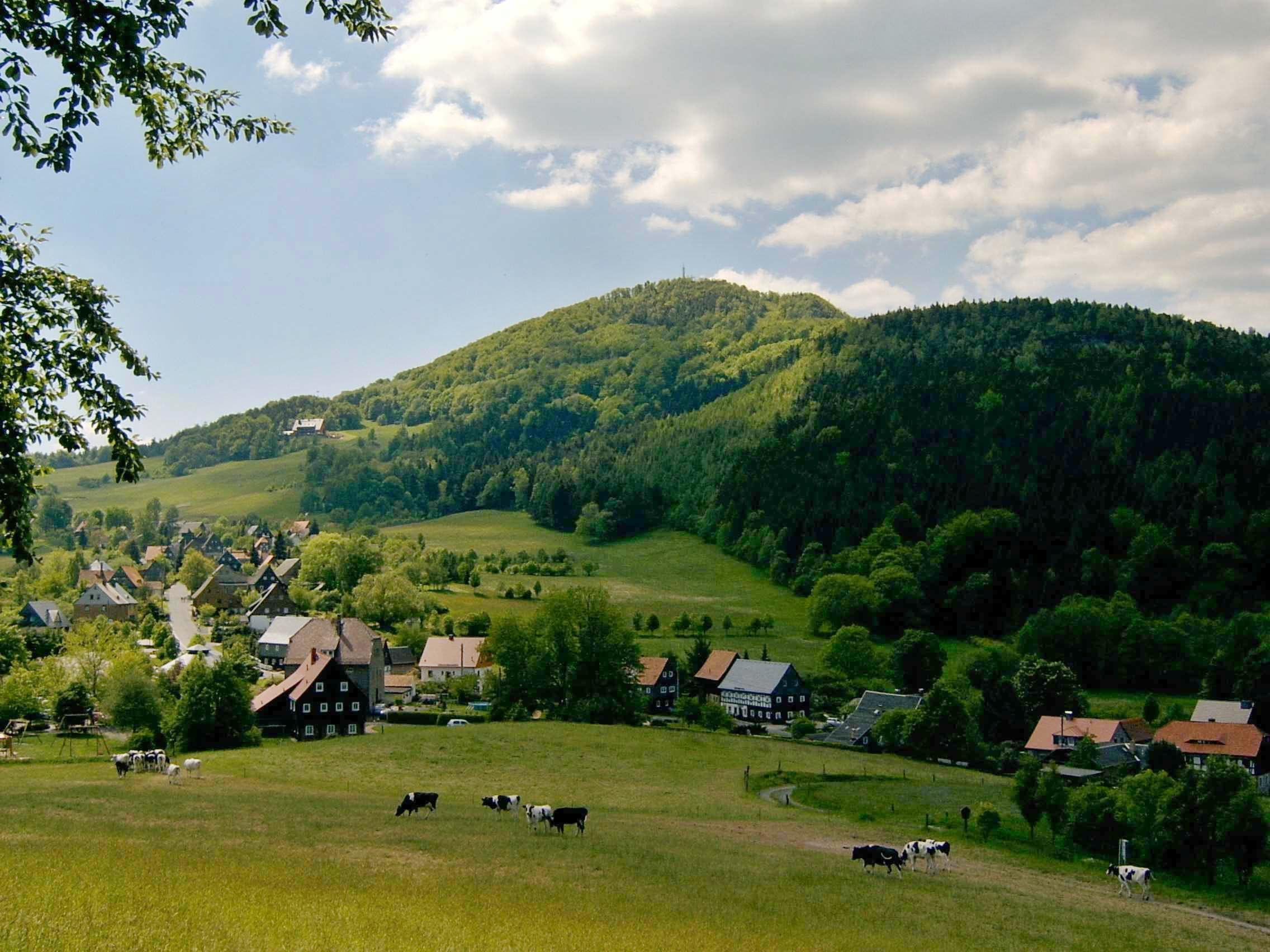

盧薩蒂亞山脈（捷克語：Lužické hory）是歐洲的山脈，橫跨德國和捷克，處於厄爾士山脈中的延伸部分，屬於蘇台德山脈的一部分，最高點海拔高度793米。